# Тінкова
Тінкова (рум. Tincova) — село у повіті Караш-Северін в Румунії. Входить до складу комуни Саку.
Село розташоване на відстані 335 км на північний захід від Бухареста, 35 км на північний схід від Решиці, 73 км на схід від Тімішоари.

## Населення
За даними перепису населення 2002 року у селі проживали 490 осіб.
Національний склад населення села:
| Національність | Кількість осіб | Відсоток |
| -------------- | -------------- | -------- |
| румуни         | 480            | 98,0%    |
| угорці         | 8              | 1,6%     |

Рідною мовою назвали:
| Мова      | Кількість осіб | Відсоток |
| --------- | -------------- | -------- |
| румунська | 481            | 98,2%    |
| угорська  | 7              | 1,4%     |